# Peetri socken
Peetri socken (estniska: Peetri kihelkond, tyska: Kirchspiel St. Petri) var en socken i det historiska landskapet Jerwen (Järvamaa). Socknens kyrkby var Peetri (tyska: St. Petri).